# Adam Ant Is the Blueblack Hussar in Marrying the Gunner's Daughter
Adam Ant Is the Blueblack Hussar in Marrying the Gunner's Daughter è il sesto album discografico in studio da solista del cantante Adam Ant, pubblicato nel 2013.

## Il disco
Il disco è stato annunciato nell'aprile 2010 attraverso NME.
Si tratta del ritorno in studio per l'artista dopo molti anni: il precedente album registrato in studio era stato pubblicato nel 1995.
L'album è stato pubblicato in maniera indipendente ed ha raggiunto la posizione #25 della Official Albums Chart.
Tra i musicisti che vi hanno collaborato, oltre allo storico collaboratore di Ant, ossia Marco Pirroni, ci sono il chitarrista dei 3 Colours Red Chris McCormack e il musicista e produttore Boz Booner.

## Tracce
1. Cool Zombie – 3:16
2. Stay in the Game – 3:38
3. Marrying the Gunner's Daughter – 4:36
4. Vince Taylor – 3:48
5. Valentines – 5:42
6. Darlin' Boy – 2:33
7. Dirty Beast – 3:41
8. Punkyoungirl – 5:29
9. Sausage – 3:41
10. Cradle Your Hatred – 4:58
11. Hardmentoughblokes – 3:51
12. Shrink – 3:50
13. Vivienne's Tears – 3:28
14. Who's a Goofy Bunny? – 5:45
15. How Can I Say I Miss You? – 3:33
16. Bullshit – 3:23
17. How Can I Say I Miss You? (Reprise) – 3:32